# VH-1 Deutschland
VH-1 Deutschland war ein Ableger des Musik-Fernsehsenders VH1 mit Sitz in Hamburg. Im Gegensatz zum Muttersender MTV sprach VH-1 eine ältere Zielgruppe an. Sendestart war am 10. März 1995; die Einstellung erfolgte zum 1. Mai 2001.
Das Programm wurde von der Me, Myself & Eye Entertainment GmbH, der ehemaligen Redaktion des Tele-5-Vorgängers musicbox, in Zusammenarbeit mit MTV Networks Europe betrieben.
Im Gegensatz zu den anderen Sprachversionen musste VH-1 Deutschland ein älteres Logo und in der Konsequenz eine andere Schreibweise verwenden, da die ARD in dem ursprünglichen Logo zu viele Parallelen zum eigenen Logo sah.

## Geschichte
VH-1 Deutschland ging am Freitag, 10. März 1995, um 20:00 Uhr für zwölf Stunden täglich an den Start. VH-1 nutzte die programmfreie Zeit des britischen Nickelodeon-Ablegers auf dem ASTRA-Satellitensystem. Tatsächlich strahlte VH-1 anfangs nur ein vierstündiges Programmangebot aus, welches im Laufe der Nacht noch zweimal wiederholt wurde. Mit der Inbetriebnahme des neuen Satelliten Eutelsat Hotbird 1 auf der Position 13 Grad Ost wurde ab April desselben Jahres das Programmangebot auf 24 Stunden ausgedehnt und in ein Vollprogramm umgewandelt. Moderator der ersten Stunde war Daniel Kovac. Der erste gespielte Clip war Musique Non Stop von Kraftwerk.
Im Zuge der Verschlüsselung des Muttersenders MTV Europe zum 1. Juli 1995 codierte auch VH-1 ab diesem Tag sein Signal auf dem Eutelsat-Satelliten. Das parallel auf ASTRA noch verbliebene 12-stündige Programmfenster wurde am gleichen Tage abgeschaltet. Ab diesem Tag war VH-1 für einen längeren Zeitraum unverschlüsselt nur noch im Kabelnetz zu sehen.
Der inhaltliche Fokus lag auf Pop- und Rock-Videoclips der 1960er bis 1990er Jahre für ein 25 bis 49 Jahre altes Publikum. In der Anfangsphase waren neben importierten VH-1-Formaten wie Storytellers, Pop-Up Video und Behind the Music, Konzerten und Mitschnitten aus dem Archiv und Übertragungen von Live-Ereignissen wie der VH-1 Big In-Award auch zahlreiche eigenproduzierte Formate mit relativ hohem musikjournalistischen Anspruch im Programm, wie etwa das Musikalische Quintett. Moderator war Alan Bangs, weitere Kritiker waren Götz Alsmann und Heinz-Rudolf Kunze.
Zum Sendestart 1995 ging auch die Website VH-1DERLAND (www.vh1.de) online. Es war die erste Website eines deutschen Fernsehsenders. Kurioserweise ging die Website wenige Tage vor dem Sender online.
1996 wurde als Reaktion auf die Anlaufverluste in Höhe von etwa 60 Millionen DM erstmals offen über eine Umwandlung in ein jüngeres Programm namens MTV2 nachgedacht.
Der damalige Konkurrent VIVA hat mit VIVA II elf Tage nach VH-1 zunächst ein ebenbürtiges Programm erschaffen. Zwischenzeitlich gaben die Verantwortlichen von VH-1 zu bedenken, dass eine Fusion mit VIVA Zwei unter finanziellen Gesichtspunkten sinnvoll wäre. VIVA hat stattdessen das erfolglose Konzept zugunsten eines progressiveren Formates, nun unter der Schreibweise VIVA Zwei, verworfen.
Eine Etatkürzung hatte im Oktober 1997 zur Folge, dass nahezu alle moderierten Formate gestrichen werden mussten; ein Großteil der Belegschaft wurde „freigestellt“. Seitdem dominierten reine Videoclipstrecken und US-Formate das Programm. Alan Bangs und Susanne Reimann, beide damals VJs der Sendung 360 Grad, wehrten sich gegen die Umformatierung.
Ronnys Pop-Show erlebte im selben Jahr ein Comeback auf VH-1.
1998 wurde der VH-1 Text aufgeschaltet.
Am 7. August 2000 wurde der Einstieg der Bauer Verlagsgruppe verkündet. Sie sollte 50 % der Anteile an VH-1 und die Gestaltung des Programmes von 08:00 bis 20:00 Uhr übernehmen. Hierzu sollte der Sendung Bravo TV ein eigener Sender gewidmet werden. Diese Pläne wurden am 11. Dezember desselben Jahres allerdings wieder aufgegeben.
Einstellung
VH-1 wurde am 1. Mai 2001 als „Einstandsprojekt“ der damals neuen MTV-Geschäftsführerin Catherine Mühlemann in den wesentlich jünger konzipierten Mainstream-Sender MTV2 Pop umgewandelt. Das letzte Video am 30. April 2001 war „Money for Nothing“ von Dire Straits; MTV2 Pop übernahm um Mitternacht mit „One More Time“ von Daft Punk sämtliche Kabelfrequenzen von VH-1.
Die Me, Myself & Eye Entertainment GmbH übernahm auch redaktionelle Aufgaben in der Anfangszeit von MTV2 Pop. Im Gegensatz zum Vorgänger wurde das Programm jedoch von den MTV-Servern in London ausgespielt.

## Empfang
Das Programm war unverschlüsselt in der Regel nur in den Kabelnetzen zu empfangen. Analog wurde der Sender nur zeitweilig, und auch nur stundenweise, über ASTRA ausgestrahlt. Dafür nutzte man zuletzt die programmfreie Zeit von 20:00 bis 00:00 Uhr des Schwesterprogramms Nickelodeon Deutschland. VH-1 verblieb zunächst noch auf dem Satellitenplatz, obwohl der bisherige "Hauptmieter" Nickelodeon am 31. Mai 1998 um 20:00 Uhr seinen Sendebetrieb einstellte. VH-1 behielt jedoch seine eingeschränkten Sendezeiten bei, obwohl Nickelodeon nur durch eine ASTRA-Dauerschleife ersetzt und eine Ausdehnung des Sendebetriebes theoretisch möglich gewesen wäre. MTV Central übernahm die Frequenz zum 1. Januar 1999 komplett. Ab diesem Zeitpunkt wurde VH-1 bis zu seiner kompletten Einstellung nicht mehr analog über Satellit verbreitet.
Für Satellitenzuschauer bestand zeitweilig nur die Möglichkeit, das Programm in der damals neuen digitalen Norm zu empfangen. Digital wurde VH-1 lediglich in verschlüsselter Form für DF1-Satelliten-Kunden angeboten. Nach der Fusion von DF1 und Premiere zu Premiere World waren sowohl VH-1 als auch MTV Central nicht mehr im Programmportfolio vertreten.
Grund für diese eingeschränkte Empfangssituation via Satellit war ein Exklusivvertrag mit dem damaligen Kabelnetzbetreiber Deutsche Telekom, der mit einer unverschlüsselten Ausstrahlung von VH-1 einen Kundenanreiz schaffen wollte. Trotz allem war VH-1 in vielen Kabelnetzen ebenfalls nur stundenweise zu empfangen. Ein ähnliches Abkommen zwischen der Mutterfirma Viacom Inc. und dem DF1-Betreiber, der Kirch-Gruppe, für sämtliche Viacom-Programme wurde seitens Viacom abgelehnt.